# Martine Buron
Pour les articles homonymes, voir Buron (homonymie).
Martine Buron, née le 12 janvier 1944 à Neuilly-sur-Seine, est une architecte française, ancienne députée socialiste européenne, ancienne maire de Châteaubriant et responsable associative.
Depuis avril 2017, elle est présidente de la Fédération française des maisons de l'Europe et succède ainsi à Catherine Lalumière.

## Biographie
Martine Buron est la fille de Robert Buron (1910–1973), maire de Laval, ministre notamment des Affaires économiques, de l’outre-mer et des Travaux publics sous la Quatrième et la Cinquième République, membre du Mouvement républicain populaire (MRP) puis du Parti socialiste et de Marie-Louise Trouillard,.
En 1973, Martine Buron exerce la profession d'architecte urbaniste dans un bureau d'études à Paris puis, à partir de 1977, à Nantes.

### Activité politique
En 1981, après le congrès de Valence, Martine Buron devient secrétaire nationale adjointe du parti socialiste, chargée de la lutte des femmes. Elle défend notamment, sans succès, l’idée d’introduire des quotas pour augmenter la présence des femmes en politique.
Élue conseillère municipale (PS) en 1983, elle devient maire socialiste de Châteaubriant à la tête d’une liste de gauche en 1989 et est réélue en 1995. Elle s’attache à la construction d’instruments de coopération intercommunale, notamment du pays et de la communauté de communes du Castelbriantais dont elle sera présidente. Battue en 2001, elle siège au conseil municipal dans les rangs de l’opposition jusqu'en 2008. Martine Buron défend l’identité locale et européenne de la commune : « Châteaubriant est en Loire-Atlantique, mais la première chose que j'ai faite en arrivant à la mairie a été de placer un drapeau breton avec le drapeau français et le drapeau européen… »
En 1986, Martine Buron devient conseillère régionale des Pays de la Loire.
Suppléante sur la liste socialiste pour le Parlement européen en 1984, elle devient membre de l’assemblée de Strasbourg en juillet 1988 à la faveur de démission de parlementaires devenus ministres. Elle est réélue en juin 1989 et siège jusqu'en juin 1994.
Entre 2002 et 2004, elle est Secrétaire générale du Comité des régions de l'Union européenne. Membre du bureau de l’Association française du conseil des communes et régions d'Europe, Martine Buron a été également présidente de l'Union des élus locaux et régionaux socialistes d'Europe. 
En 2012, Martine Buron est nommée déléguée régionale à la lutte contre les discriminations par Jacques Auxiette, président du conseil régional des Pays de la Loire.

### Engagement associatif
Martine Buron préside de 2000 à 2003 l’association Entreprises, territoires et développement (ETD) qui travaille à l’observation et à l’appui à la construction des pays et des conseils de développement. Entre 2003 et 2007, elle est présidente du Comité d'information et de mobilisation pour l'emploi (Cime), association d’appui à la création d'entreprises et d’activités qui développe des méthodes d’aide à l’émergence d’entrepreneurs (Balise, Services d'amorçage de projets dans les quartiers).
Depuis 2008, elle est vice-présidente, puis présidente en 2011 de la Maison de l'Europe à Nantes. En 2017, elle est élue présidente de la Fédération française des maisons de l'Europe.

## Famille
Mariée à Ahmad Ajdari, diplomate iranien, Martine Buron a deux fils :
- Armand Ajdari, polytechnicien et physicien. Il est directeur du laboratoire de physico-chimie théorique de l'ESPCI puis, directeur de recherches au CNRS et professeur à l’École polytechnique. Théoricien de la matière molle et de la physique statistique. Il est aussi directeur adjoint de la R&D du groupe Saint-Gobain[9] ;
- Martin Ajdari, est un haut fonctionnaire français et dirigeant audiovisuel et d'institutions culturelles. Depuis janvier 2020, il est directeur-adjoint à l'Opéra national de Paris[10]. En mai 2014, il est nommé directeur de cabinet du ministère de la Culture et de Communication dirigé par Aurélie Filippetti puis sous Fleur Pellerin .